# Co op Minden-Stadthagen
Die co op Minden-Stadthagen eG ist eine Genossenschaft mit Sitz im ostwestfälischen Minden. Sie war eine der größten Konsumgenossenschaften Deutschlands, bis sie das operative Supermarktgeschäft ausgliederte. Heute liegt ihr Schwerpunkt auf der Immobilienverwaltung von Gewerbe- und Wohnimmobilien.

## Geschichte

### Anfänge der Genossenschaft
Die Genossenschaft wurde am 26. Oktober 1902 unter dem Namen Konsumverein für Minden und Umgebend gegründet, die Eintragung in das Genossenschaft erfolgte am 15. November 1902. Mit Hilfe von Einzahlung von 30 Mark der ersten Mitglieder konnte am Mindener Königswall am 8. Januar 1903 das als Verteilungsstelle bezeichnete, erste Geschäft eröffnen. An eben jener Stelle eröffnete im Jahr 1909 das erste Zentrallager der Genossenschaft.
Mit Errichtung einer Sparkasse für die Mitglieder erfolgte im Jahr 1911 die Umbenennung in Konsum- und Spargenossenschaft für Minden und Umgegend e.G.m.b.H. Bereits zwei Jahre später waren acht Geschäfte. Während des Ersten Weltkrieges führte die Genossenschaft eine Rationierung und setzte sich für eine gerechte Verteilung ein.
Nach Kriegsende kam es zum Zusammenschluss verschiedener Konsumgenossenschaften. Mit der 1919 getätigten Verschmelzung der Genossenschaften Minden und Porta erfolgte die Umbenennung in Konsum und Spargenossenschaft für Minden, Porta und Umgegend, im Folgejahr wurde die Konsumgenossenschaft Bremen übernommen. Weitere Übernahmen folgten 1928 (Haushaltsverein Bückeburg) und 1934 (Haushaltsverein Minden).

### Folgen der Weltwirtschaftskrise und erzwungenen Auflösung
1925 konnte man den Neubau des Zentrallagers und des Verwaltungsgebäudes in Minden an neuer Stelle starten. Neben diesen Komplexen entstanden in den kommenden Jahren eine Kaffeerösterei, Fleischerei, Bäckerei und Autogaragen. Zum 25-jährigen Bestehen der Genossenschaft wurde am 5. August 1928 auf dem Gelände ein Fest gefeiert.
Eine erste große Zäsur erlebte die Genossenschaft mit der in den 1920er-Jahren eintretenden Inflation und einem einhergehenden Mitgliederschwund. Als Folge der Weltwirtschaftskrise, die 1929 einsetze, stagnierte die Entwicklung vieler Bereiche der Genossenschaft. Es erfolgten durch die Machtergreifung der Nationalsozialisten und den Beginn des Zweiten Weltkriegs tiefgreifende Einschränkungen, bis zur gezwungenen Auflösung der eigenen Sparkasse (zum 31. Dezember 1940) und durch des am 18. Februar 1941 beschlossenen, gesetzlichen Verbots auch der inzwischen als Verbrauchergenossenschaft Genossenschaft zum Jahresende 1941. Im Jahr 1942 wurden alle Genossenschaften in das Gemeinschaftswerk der deutschen Arbeitsfront überführt.

### Neubeginn nach Kriegsende
Nach Kriegsende gelang es die Genossenschaft erneut zu gründen. Die am 19. Mai 1946 erfolgte Gründung wurde unter dem Namen Konsumgenossenschaft Minden, e.G.m.b.H. am 31. Dezember 1946 in das Genossenschaftsregister eingetragen. Die Beseitigung von Kriegsschäden standen im Mittelpunkt des ersten Geschäftsjahres, bereits 1948 konnte man jedoch schon über 50 Geschäfte zählen. 1954 wurde auch der Verkauf an Nicht-Mitglieder gestattet. Das einsetzende Wirtschaftswunder beflügelte auch die Genossenschaft. Nach anfänglicher Skepsis unter den Mitgliedern stellte auch die Konsumgenossenschaft die Filialen auf Selbstbedienung um, 1971 waren bereits 45 der damals 49 Läden umgestellt.

### Aufschwung
Im Jahr 1964 fusionierte die Konsumgenossenschaft Minden mit der Genossenschaft Rinteln, 1972 erfolgte der Zusammenschluss mit der Konsumgenossenschaft Stadthagen, es erfolgte die Umbenennung in co op Minden-Stadthagen eG. Nach Entwicklung der Vertriebsschiene Depot (depot der kleinen Preise) durch die Frankfurter Co op AG übernahm auch die weiterhin eigenständige co op Minden-Stadthagen eG in den 1970er-Jahren das Konzept, wenngleich es Anpassungen und Modifikationen gab. Parallel betrieb die Genossenschaft die kleineren Läden als Coop weiter. Im Jahr 1977 konnte die Genossenschaft 75 Jahre Bestehen feiern. Insgesamt 56 Läden betrieb sie in jenem Jahr unter beiden Vertriebslinien. Im Folgejahr wurde das EDV-System weiter ausgebaut. 1979 erfolgte eine Einkaufskonzentration bei der co op Handels- und Produktions-AG Hamburg.
In den 1980er-Jahren erfolgte die Umstellung auf großflächige Standorte, die Vertriebslinie Depot samt einem Ausbau dem Anteil an Drogerieartikeln und Frischeprodukten gewann an Bedeutung. 1986 verringerte sich erstmals seit Neugründung der Genossenschaft ihr Umsatz, bereits im Folgejahr konnte er wieder gesteigert werden. Das Zentrallager konnte 1991 auf 6.100 Quadratmeter erweitert werden.

### Umstrukturierung
Aufgrund der bundesweit einsetzende Rezession erlebte auch der Einzelhandel einen Umsatzrückgang. Diesen konnte man innerhalb der co op Minden-Stadthagen eG kompensieren, indem man sechs Märkte der Rewe übernahm. Ein weiteres Problem war in dem Vormarsch der Discounter, dem Zusammenschluss verschiedener Unternehmen und der Kooperation ehemaliger Konkurrenten erkennbar. Im Jahr 1995 erlebte die Genossenschaft einen erneuten Umsatzrückgang. Es erfolgten Modernisierungen der bestehenden Flächen. 1997 konnte ein Liefervertrag mit der Edeka Minden-Hannover geschlossen werden. Im gleichen Jahr wurde weitere Märkte mit Scannerkassen ausgestattet. Im Zuge weiterer Verluste entschied man sich das operative Geschäfte an den Lieferpartner Edeka mit Wirkung zum 1. Januar 2001 zu übertragen, das Zentrallager, 32 Märkte und alle in den Märkte beschäftigten Mitarbeiter wechselten den Besitzer bzw. Arbeitgeber. Die Märkte wurden in den folgenden Monaten auf Vertriebslinien der Edeka umgeflaggt.

### Heutige Ausrichtung
Die Genossenschaft ist heute für die Verwaltung verschiedener Immobilien bekannt. Darüber hinaus betreibt man eine Salzgrotte in Minden.

## Mitgliederanzahl
Verschiedene historische Faktoren trugen zu einer dynamischen Entwicklung der Mitgliederanzahl der Genossenschaft bei. So wirkten sich u. a. die Folgen der Weltkriege und die Abgabe des operativen Geschäfts an die Edeka aktiv auf die Mitgliederentwicklung aus.
| Jahr | Anzahl der Mitglieder |
| ---- | --------------------- |
| 1903 | 0159                  |
| 1913 | 01.507                |
| 1920 | 07.266                |
| 1930 | 08.670                |
| 1950 | 10.342                |
| 1977 | 13.368                |
| 1980 | 11.819                |
| 1985 | 11.465                |
| 1990 | 11.535                |
| 1995 | 12.044                |
| 2000 | 11.650                |
| 2005 | 02.649                |
| 2010 | 01.801                |
| 2015 | 02.516                |
| 2020 | 02.947                |

## Vertriebslinien

### Coop
Eigenschreibweise co op

Das bundesweit genutzte co op-Zeichen

Bundesweit erfolgte die Nutzung des "co op"-Zeichens für Verkaufsstätten mit seiner Einführung ab 1969. Wann die co op Minden-Stadthagen auf die Marke Coop setzte, ist nicht bekannt. 1977 flaggten insgesamt 54 Märkte als Coop und hatten im Durchschnitt eine Verkaufsfläche von 213 Quadratmetern. In Folge der Fokussierung auf größere Verkaufsfläche verlagerte sich der Vertrieb hin zur Vertriebslinie Depot. 1984 schlossen zwei Coop-Läden in Bückeburg und Porta Westfalica-Hausberge, ein Coop-Laden in Sachsenhagen wurde erweitert. Auch in den Folgejahren wurde weitere kleinere Coop-Standorte aufgegeben oder erweitert. Zum Zeitpunkt der Übernahme durch die Edeka Minden-Hannover bestanden nur noch zwei Märkte, die als Coop flaggten.

### Depot
Eigenschreibweise depot

Logo von Depot

Die Einführung der durch die Frankfurter Co op AG entwickelten Vertriebsschiene Depot ist auf den damaligen Geschäftsführer Friedrich Wedemeier zurückzuführen. Das Konzept wurden die Mindener Genossenschaft auf Verbrauchermärkte ausgelegt, wohingegen die Marke Coop kleineren Märkten vorbehalten. Der erste Depot-Markt eröffnete 1976 in der Stadthagener Bahnhofstraße. 1977 flaggten zwei Märkte als Depot. Im Jahr 1989 hielten die Depot-Märkte bereits einen Umsatzanteil von über 73 % am Gesamtumsatz der Genossenschaft. Mit dem Zusatz marktfrisch erfolgte ab 1997 eine letzte Ausrichtung, hierbei in Hinblick auf die Frischesortimente. Zum Zeitpunkt der Übernahme durch die Edeka Minden-Hannover bestanden 30 Märkte, die als Depot flaggten. Jene Märkte, die durch die Karl Preuß GmbH & Co. fortgeführt wurden, flaggten am 1. April 2001 auf WEZ um. Folgende Märkte wurden als Depot eröffnet:
| Standort                   | Eröffnung | Bemerkung                                 | Heute (Stand: August 2023)                                      |
| -------------------------- | --------- | ----------------------------------------- | --------------------------------------------------------------- |
| Stadthagen, Bahnhofstraße  | 1976      | 1.500 m² Verkaufsfläche                   | EDEKA WEZ                                                       |
| Bückeburg                  | 1977      | bis 1984 als Coop                         | Lidl                                                            |
| Bad Oeynhausen             | 1981      | Eröffnung von zwei Standorten             | ein Markt geschlossen (Alter Rehmer Weg; am 27. September 2014) |
| Lindhorst                  | 1982      | Flaggte zuvor als Coop                    |                                                                 |
| Löhne-Mennighüffen         | 1983      |                                           |                                                                 |
| Löhne-Gohfeld              | 1983      | Übernahme des Standortes von der co op AG |                                                                 |
| Porta Westfalica-Hausberge | 1984      | bis 1984 als Coop                         |                                                                 |
| Bad-Münder-Eimbeckhausen   | 1992      |                                           |                                                                 |
| Lindhorst                  | 1992      |                                           |                                                                 |
| Porta Westfalica           | 1992      |                                           |                                                                 |
| Salzhemmendorf-Lauenstein  | 1992      |                                           |                                                                 |
| Espelkamp-Isenstedt        | 1996      |                                           |                                                                 |
| Minden, Viktoriastraße     | 1997      |                                           |                                                                 |
| Loccum, Rehburger Straße   | 1998      |                                           | EDEKA WEZ                                                       |
| Bad Nenndorf               | unklar    |                                           | EDEKA WEZ                                                       |
| Niedernwöhren, Fasanenkamp | unklar    | flaggte ab April 2001 als EDEKA neukauf   | EDEKA                                                           |
| Rinteln                    | unklar    |                                           | EDEKA WEZ                                                       |
| Bad Eilsen                 | unklar    | von 2001? bis 2009 als EDEKA aktiv-markt  |                                                                 |
| Minden, Stiftsallee        | unklar    |                                           | EDEKA WEZ                                                       |